# 헨리 퍼시 (홋스퍼)

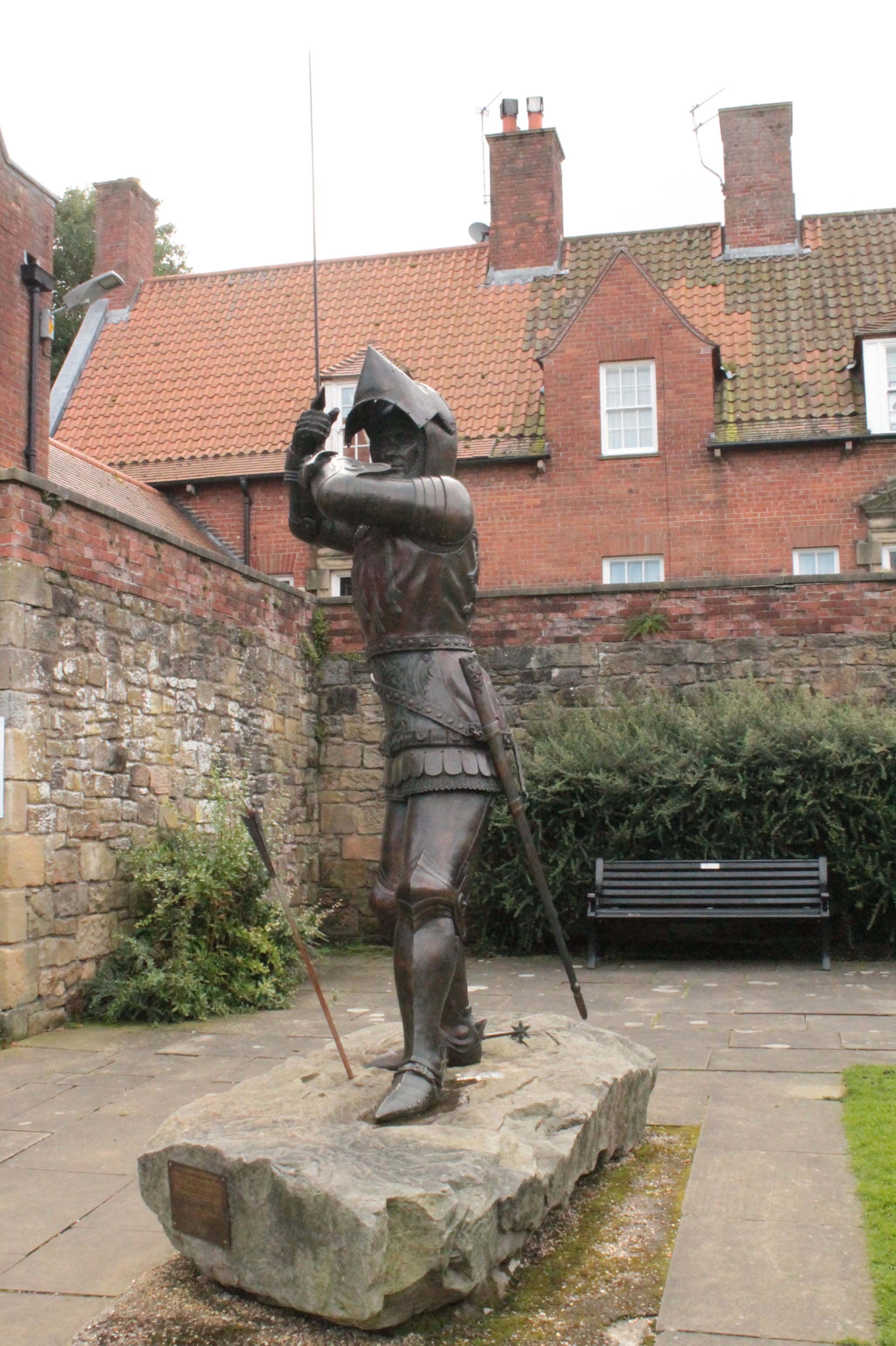
헨리 퍼시 동상 (애닉)

헨리 퍼시 경(Sir Henry Percy KG)은 중세 후기 잉글랜드 왕국의 귀족이다. 해리 홋스퍼 경(Sir Harry Hotspur)으로 많이 알려져있으며 간단히 홋스퍼(Hotspur)로도 불린다. 제1대 노섬벌랜드 백작 헨리 퍼시의 아들로 태어났다. 스코틀랜드-잉글랜드 전쟁에 참전했으며 1402년 험블턴 언덕 전투(Battle of Humbleton Hill)에서 용맹함을 과시하며 스코틀랜드 군을 격파하는데 지대한 공을 세우기도 했지만 국왕 헨리 4세를 상대로 반란을 일으켰다가 1403년 슈루즈버리 전투(Battle of Shrewsbury)에서 전사했다.

## 같이 보기
- 토트넘 홋스퍼 FC